# Scotorythra arboricolans
Scotorythra arboricolans là một loài bướm đêm trong họ Geometridae.